# Rönnbärsskål
Rönnbärsskål (Monilinia aucupariae) är en svampart som först beskrevs av F. Ludw., och fick sitt nu gällande namn av Whetzel 1945. Rönnbärsskål ingår i släktet Monilinia och familjen Sclerotiniaceae.  Arten är reproducerande i Sverige. Inga underarter finns listade i Catalogue of Life.